# Pljussa
Pljussa (russisk: Плю́сса) er en flod i Pskov oblast og Leningrad oblast i Rusland. Den er en østlig (højre) biflod til Narva. Floden er 281 km lang, med et afvandingsareal på 6550 km².
Floden har sine kilder i de nordøstligste dele af Pskov oblast. Den løber først hovedsageligt vestover, før den drejer mod nord. Den munder ud i Narvareservoiret nord for byen Slantsy. Dens decharce ved Slantsy er 50 m³/s.
59°14′58″N 28°09′15″Ø / 59.249444°N 28.154167°Ø